# براین کپلن
براین کپلن (انگلیسی: Bryan Caplan؛ زادهٔ ۸ آوریل ۱۹۷۱) اقتصاددان اهل ایالات متحده آمریکا است.
کپلن استاد اقتصاد در دانشگاه جرج میسون، پژوهشگر پیوسته در مرکز مرکیتس، دانشور پیوسته در مؤسسه کیتو و از بلاگر ایکان‌لاگ (به انگلیسی: EconLog) است و به موضوعات لیبرترین علاقه‌مند است.

## زندگی شخصی
کپلن لیسانس خود را در اقتصاد از دانشگاه کالیفرنیا، برکلی و پی اچ دی خود را در اقتصاد از دانشگاه پرینستون دریافت کرد. عنوان پایان نامهٔ وی «سه نوشتار در باب اقتصاد رفتار دولت» بود.

## نظریات
کپلن از حامیان صریح‌اللهجهٔ مرزهای باز است و خود را صلح جو می‌داند. او آنارکو-کاپیتالیست است.